# 빌머스도르퍼 슈트라세역
빌머스도르퍼 슈트라세역(U-Bahnhof Wilmersdorfer Straße)은 베를린 샤를로텐부르크빌머스도르프구 샤를로텐부르크에 있는 U7의 역이다. 1978년 4월 28일에 개업했다. 베를린 S반 및 RE, RB 노선이 정차하는 베를린 샤를로텐부르크역과의 환승역이다.
역사는 빌머스도르퍼 슈트라세(Wilmersdorfer Straße)와 칸트슈트라세(Kantstraße)의 교차점에 설치되어 있다. 1974년 1월 2일에 착공했으며 지하 구조물은 1976년 9월 20일에 완공되었다. 건설 계획에는 칸트슈트라세를 따라 가는 추가 도시 철도 노선이 고려되었다. 역사 구간 중 25 m는 외벽으로 강화되었고, 상부 도로 아래를 지하에 설치된 교량을 통과하는 것처럼 통행할 수 있도록 설계되었다.
라이너 륌러가 설계했다. 역사 벽면 디자인은 빌머스도르프구의 문장에 나타나 있는 백합에서 모티브를 얻었고, 모자이크 타일 패턴으로 형상화했다.
2006년의 역사 보수 공사에 의해서 아스팔트 재질이었던 승강장은 화강암 재질로 변경되었고, 역사 벽면의 보수 공사와 엘리베이터 설치가 진행되었다. 2007년에는 빌머스도르퍼 슈트라세가 보행자 공간으로 변경되면서 무빙워크가 철거되었다.
베를린 샤를로텐부르크역과의 환승 편의를 위해서 2003년부터 2005년까지 지상의 S반 승강장을 동쪽으로 이설했다.
베를린 버스 M49, X34, 309, 310번과 환승할 수 있다.

## 인접 철도역
| 베를린 지하철                               | 베를린 지하철 | 베를린 지하철            |
| ------------------------------------------- | ------------- | ------------------------ |
| 비스마르크슈트라세 라트하우스 슈판다우 방면 | U7            | 아데나워플라츠 루도 방면 |